# وليام بيرنباخ
وليام بيرنباخ (13 أغسطس 1911 - 2 أكتوبر 1982) (بالإنجليزية: William Bernbach)‏ مدير الإعلانات الأمريكية الإبداعية. كان أحد المؤسسين الثلاثة في عام 1949 للوكالة الدولية للإعلان (DDB). قام بإدارة العديد من الحملات الإعلانية للشركة وكان له تأثير دائم على هياكل الفرق الإبداعية التي تستخدمها الآن وكالات الإعلان بشكل شائع.